# Hofanlage Esenshammergroden 10
Die Hofanlage Esenshammergroden 10 im niedersächsischen Nordenham-Esenshammergroden außerhalb von Esenshamm Richtung Abbehausergroden im Landkreis Wesermarsch stammt aus dem 19. Jahrhundert.

Aktuell (2024) wird sie als Wohnhaus und gewerblich (Maschinenbau) genutzt.
Die Gebäude stehen unter Denkmalschutz (siehe auch Liste der Baudenkmale in Nordenham).

## Beschreibung
Die Hofanlage mit altem Baumbestand besteht aus:
- dem eingeschossigen giebelständigen verklinkerten Wohn- und Wirtschaftsgebäude als Zweiständer-Hallenhaus von 1846 (Inschrift) mit reetgedecktem Krüppelwalmdach und Niedersachsengiebel,[2]
- der eingeschossigen verklinkerten giebelständigen Scheune mit Krüppelwalmdach und Quereinfahrt,[3]
- dem eingeschossigen verklinkerten traufständigen Nebengebäude mit Satteldach[4]
- und weiteren nicht denkmalgeschützten Anlagen.

Das Landesdenkmalamt befand zur Bedeutung: „künstlerisch, wissenschaftlich“.